# جورج پولند
جورج پولند (انگلیسی: George Poland; ۲۱ سپتامبر ۱۹۱۳ – ۶ اکتبر ۱۹۸۸) بازیکن فوتبال اهل ولز بود.
از باشگاه‌هایی که در آن بازی کرده‌است می‌توان به باشگاه فوتبال لیورپول اشاره کرد.
وی همچنین در تیم ملی فوتبال ولز بازی کرده‌است.